# Diariong Tagalog
Diariong Tagalog – filipiński dziennik, współtworzony i współfinansowany przez grupę młodych filipińskich nacjonalistów. Publikował teksty krytykujące hiszpańską administrację kolonialną oraz Kościół katolicki. Został zamknięty w październiku 1882, po kilku miesiącach funkcjonowania. Był dziennikiem dwujęzycznym, ukazywał się po hiszpańsku i tagalsku. Zapisał się w filipińskiej historii, zapoczątkował szerszy ruch na rzecz reform politycznych na Filipinach. Uznaje się go za pierwszą tagalską gazetę.

## Historia
W źródłach można napotkać sprzeczne informacje dotyczące miejsca jego publikacji. Część wskazuje, że ukazywał się w Manili, inne, że w Malolos, mieście położonym na północ od filipińskiej stolicy. Założony został przez Marcela H. del Pilara, Basilia Teodoro Morána oraz Pascuala H. Poblete. Środki na jego funkcjonowanie zasadniczo zapewniał majętny hiszpański polityk liberalny Francisco Calvo y Múñoz. Współtworzący pismo Filipińczycy również mieli weń pewien wkład finansowy. Del Pilar posiadał swoją własną prasę drukarską, a Morán własny magazyn cukru. Część dochodu uzyskiwanego z niego przeznaczał na pokrycie kosztów publikacji „Diariong Tagalog”.
W przestrzeni publicznej dziennik funkcjonował zaledwie kilka miesięcy. Wśród badaczy nie ma przy tym zgody co do tego, kiedy dokładnie ów tytuł zszedł z prasy drukarskiej po raz pierwszy. Część źródeł opowiada się za datą 1 czerwca 1882. Inne z kolei za bardziej prawdopodobną uznają datę późniejszą. Na przykład Wenceslao Retana wskazuje jedynie oględnie na sierpień 1882. Stanowisko pośrednie w tej kwestii zajął natomiast Virgilio S. Almario. Zauważył mianowicie istnienie sporu dotyczącego początków pisma, nie opowiadając się po żadnej z jego stron. Jednoznacznie stwierdził jedynie, iż przetrwało ono tylko trzy miesiące.
Wątpliwości nie budzi natomiast data zakończenia działalności pisma, 31 października tego samego roku. Po tym gdy zostało ono zamknięte przez władze kolonialne, del Pilar skupił się na praktyce prawniczej. Nie porzucił jednak zainteresowania kwestiami społeczno-politycznymi. Wzmacniał rodzącą się filipińską tożsamość narodową wśród studentów manilskich uczelni, jak i wśród mieszkańców prowincji Bulacan. Czynił to z dużym zapałem i kreatywnością, przemawiając wszędzie tam, gdzie mógł znaleźć większą grupę słuchaczy, od kościołów po przyjęcia z okazji chrztu dziecka.

## Treść
„Diariong Tagalog” był pismem o jednoznacznie antyhiszpańskim wydźwięku i w czasie swojej krótkotrwałej działalności cieszył się znacznym prestiżem. Ukazujące się na jego łamach artykuły starały się ukazywać brutalność rządów hiszpańskich na archipelagu. Ostro krytykowały poczynania organów państwowych oraz ściśle powiązanego z nimi katolickiego duchowieństwa przybyłego z metropolii. Wzywały jednocześnie do reform w strukturach administracji kolonialnej. Jednym z najistotniejszych postulatów natury administracyjnej wysuwanych na łamach pisma było utworzenie świeckiej instytucji pełniącej funkcję urzędu stanu cywilnego dla archipelagu. Ówcześnie bowiem monopol na tego typu czynności na Filipinach miały struktury kontrolowane przez duchowieństwo katolickie.
Poza treściami natury publicystycznej artykuły w „Diariong Tagalog” starały się też dostarczać informacji z kraju większości jego mieszkańców. Autorzy doń pisujący starali się docierać zwłaszcza do osób nieznających języka kolonialnej metropolii, a więc hiszpańskiego. W swym przekazie ich teksty wykorzystywały często elementy parodii i satyry. Uciekały się przy tym do bardzo barwnego języka.
Skupiła się wokół niego grupa młodych nacjonalistów filipińskich. Jest pamiętany jako miejsce publikacji Amor Patrio, pierwszego artykułu José Rizala napisanego już podczas pobytu w Hiszpanii. Tekst ukazał się w numerze z 20 sierpnia 1882, pod pseudonimem Laong Laan. Wzbudził on wyraźne poruszenie, właśnie dzięki swemu głęboko patriotycznemu wydźwiękowi. Rizal przesłał do „Diariong Tagalog” jeszcze dwa inne utwory. Tylko jeden z nich jednak zdążył się ukazać. Publikacji drugiego zapobiegł kres ukazywania się samego dziennika.

## Znaczenie
Mimo swej efemeryczności dziennik zapisał się w historii Filipin. Był czasopismem dwujęzycznym. Wszystkie zamieszczane w nim teksty publikowano nie tylko po hiszpańsku, ale również w języku tagalskim, głównym rodzimym języku archipelagu. Jest tym samym uznawany za pierwszą tagalską gazetę. Za jego tagalską treść odpowiadał del Pilar, już wcześniej znany ze swoich pisanych prostym językiem, antyklerykalnych pamfletów, publikowanych właśnie po tagalsku. Pismo dało zresztą początek nie tylko tagalskiej prasie. Zapoczątkowało również szerszy ruch wzywający do daleko posuniętych reform politycznych na Filipinach.
Jego zlikwidowanie nie powstrzymało rozwoju filipińskiego dziennikarstwa. Wśród jego następców wymienia się pisma takie jak „Patnubay”, „Ang Pliegong Tagalog” i „Kalayaan”. Wszystkie one wyrażały rosnące niezadowolenie Filipińczyków, i tym samym przygotowywały grunt pod wybuch rewolucji z 1896.